# Sing It
"Sing It" é uma canção pela cantora americana Rebecca Black, lançada em 8 de maio de 2012 pela RB Records, Inc. A canção estará presente em seu primeiro extended play, que irá conter cinco faixas, ainda sem título divulgado.

## Antecedentes e composição
A canção foi lançada como quarto single de Rebecca. O videoclipe da música estreou um dia antes da música. Uma prévia de 30 segundos foi publicada no Youtube e a música completa vazou dias antes do lançamento oficial. O clipe foi lançado um dia após uma sequencia para a canção dela "Friday" intitulada "Happy" de seu ex-produtor Patrice Wilson.

## Vídeo musical

### Sinopse
O vídeo da música foi filmado em Malibu na Califórnia e Rebecca passa um dia de verão na praia com seus amigos, ela passeia de moto e vai a uma festa à noite.

## Faixas
A versão digital de "Sing It" foi lançada na iTunes Store, contém apenas uma faixa com duração de dois minutos e quarenta e oito segundos.
| Download digital |           |         |  |
| N.º              | Título    | Duração |  |
| 1.               | "Sing It" | 2:48    |  |